# 갈비덧살

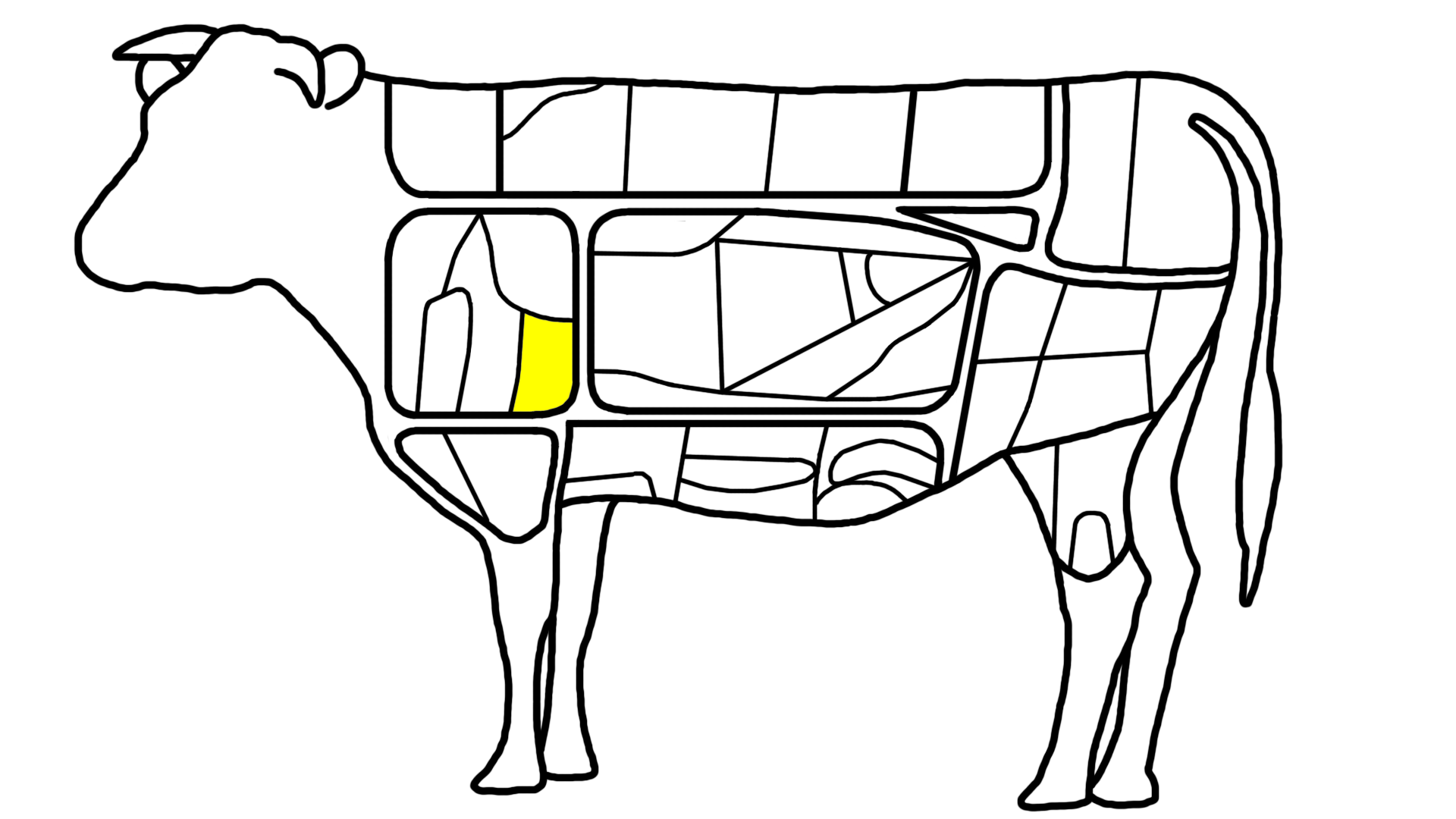
갈비덧살

갈비덧살은 쇠고기 앞다리의 일부로, 갈비 옆에 붙어 있어 "갈비덧살"이라 불린다. 앞다리 쪽 넓은등근 부위로, 지방 함량이 높으며 구이로 먹는다.

## 같이 보기
- 브리스킷